# Hinkle (Oregon)
Hinkle az Amerikai Egyesült Államok Oregon államának Umatilla megyéjében, az Oregon Route 207 közelében elhelyezkedő önkormányzat nélküli település.
Itt található a Union Pacific Railroad járműjavító üzeme.

## Története
Az Oregon Railroad and Navigation Company boardmani mellékvonala itt csatlakozott a Huntington–Umatilla fővonalhoz. A település névadója Joseph T. Hinkle politikus, aki az 1915-ben megnyílt állomáshoz szükséges telket eladta. Az Oregon Geographic Names szerint a helység „a század harmadáig a homályban sínylődött”, míg a McNary gát 1951-es megépültével a vasútvonal víz alá került. A pálya áthelyezésekor járműtelepet építettek, amit 1976-ban kibővítettek.
1977 és 1997 között érintették az Amtrak Pioneer, korábban pedig a UP City of Portland járatai.

## Fordítás
- Ez a szócikk részben vagy egészben  a   Hinkle, Oregon című angol Wikipédia-szócikk ezen változatának fordításán alapul.  Az eredeti cikk szerkesztőit annak laptörténete sorolja fel. Ez a jelzés csupán a megfogalmazás eredetét és a szerzői jogokat jelzi, nem szolgál a cikkben szereplő információk forrásmegjelöléseként.